# جيريمي كاغان
جيريمي كاغان (بالإنجليزية: Jeremy Kagan)‏ هو منتج أفلام وكاتب سيناريو ومخرج أمريكي، ولد في 14 ديسمبر 1945 في ماونت فيرنون في الولايات المتحدة.

## وصلات خارجية
- جيريمي كاغان على موقع IMDb (الإنجليزية)
- جيريمي كاغان على موقع ألو سيني (الفرنسية)
- جيريمي كاغان على موقع أول موفي (الإنجليزية)
- جيريمي كاغان على موقع قاعدة بيانات الأفلام السويدية (السويدية)
- جيريمي كاغان على موقع إن إن دي بي (الإنجليزية)
- جيريمي كاغان على موقع قاعدة بيانات الفيلم (الإنجليزية)
- جيريمي كاغان على موقع كينوبويسك (الروسية)